# Bagard
Bagard är en kommun i departementet Gard i regionen Occitanien i södra Frankrike. Kommunen ligger i kantonen Anduze som tillhör arrondissementet Alès. År 2022 hade Bagard 2 595 invånare.

## Befolkningsutveckling
Antalet invånare i kommunen Bagard
Referens:INSEE